# 谢尔-鲁内·米尔顿
谢尔-鲁内·米尔顿（瑞典語：Kjell-Rune Milton，1948年5月26日—2023年9月6日），瑞典男子冰球运动员，场上位置是后卫。他曾代表瑞典国家队参加1972年冬季奥林匹克运动会冰球比赛，获得第4名。